# Еленія жовточерева
Еле́нія жовточерева (Elaenia flavogaster) — вид горобцеподібних птахів родини тиранових (Tyrannidae). Мешкає в Мексиці, Центральній і Південній Америці.

## Опис

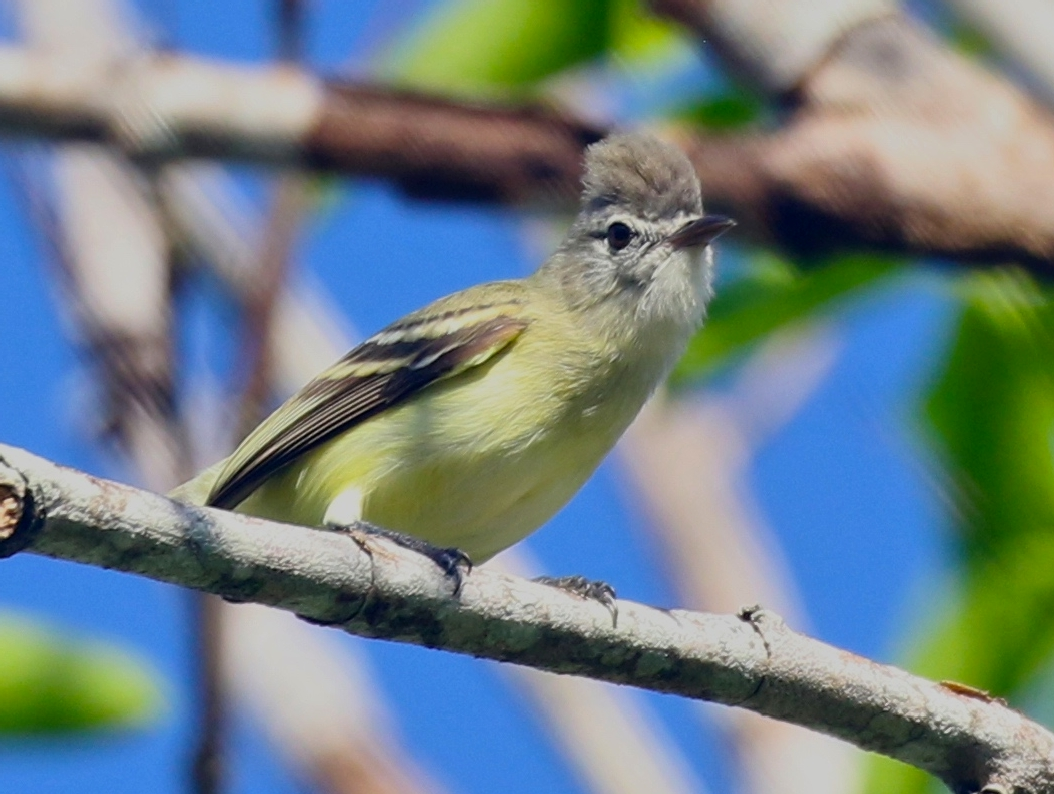
Жовточерева еленія

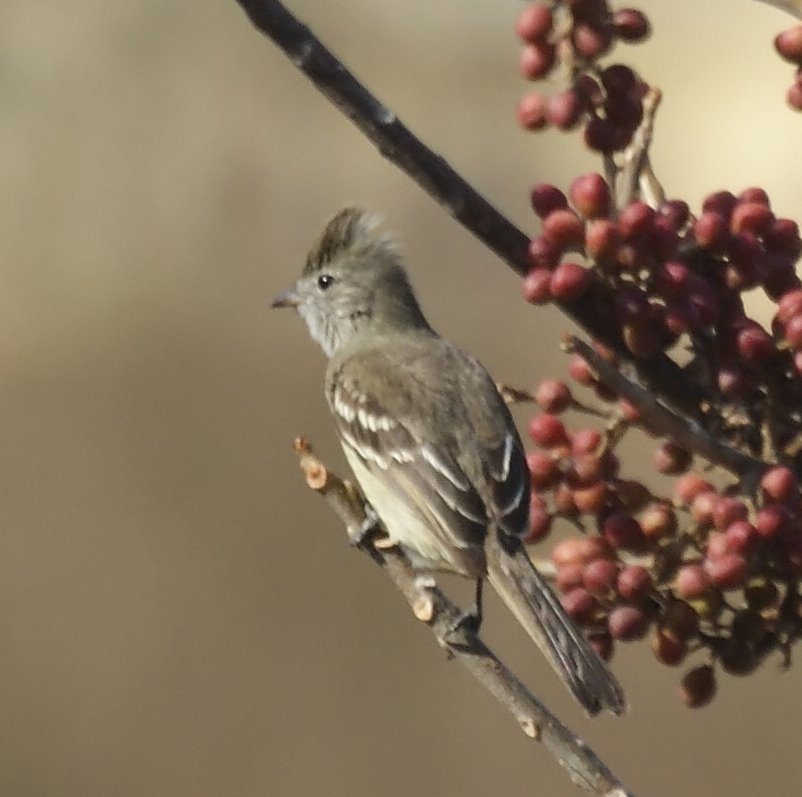
Жовточерева еленія

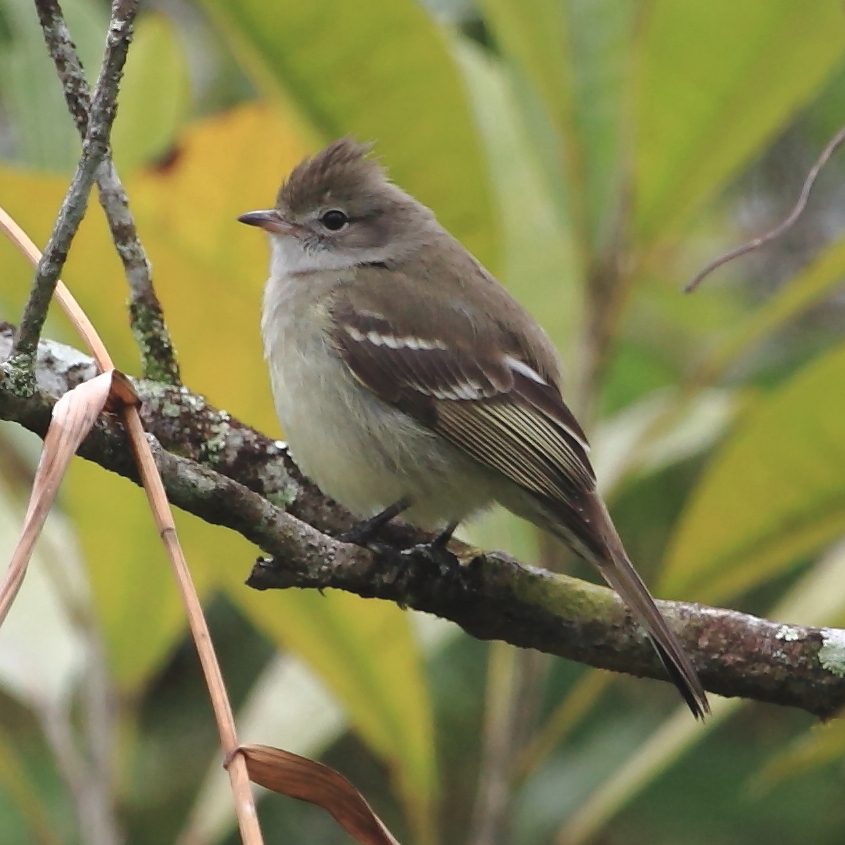
Жовточерева еленія

Довжина птаха становить 16,5 см, вага 24 г. Верхня частина тіла оливково-коричнева, навколо очей білі кільця, на голові помітний чуб. Горло білувате, нижня частина тіла сірувата, живіт світло-жовтий. Крила темні, на крилах дві білі смужки.

## Підвиди
Виділяють чотири підвиди:
- E. f. subpagana Sclater, PL, 1860 — від південно-східної Мексики і півострова Юкатан на південь до Коста-Рики, на острові Коїба;
- E. f. pallididorsalis Aldrich, 1937 — Панама;
- E. f. flavogaster (Thunberg, 1822) — Колумбія, Венесуела (зокрема острови Маргарита і Патос[es]), Гаяна, Французька Гвіана, Суринам, Тринідад і Тобаго, південні Малі Антильські острови (Гренада і Гренадини), Бразилія (за винятком центральної і західної Амазонії), Болівія, Парагвай, південно-східне Перу і Північно-східна Аргентина;
- E. f. semipagana Sclater, PL, 1862 — крайня південно-західна Колумбія, західний і південний Еквадор (зокрема на острові Пуна) і північний захід Перу.

## Поширення і екологія
Жовточереві еленії живуть в тропічних лісах, рідколіссях і деградованих лісах. в чагарникових заростях, на плантаціях, в парках і садах. Зустрічаються на висоті до 2500 м над землею. Живляться ягодами і комахами, на яких чатують серед рослинності і ловлять в польоті, або шукають серед листя. Іноді вони приєднуються до змішаних зграй птахів. Гніздо чашоподібне, в кладці 2 яйця кремового кольору, поцятковані червонуватими плямками. Інкубаційний період триває 16 днів, пташенята покидають гніздо на 16 день після вилуплення.